# Gimnazija
Gimnázija je splošno-izobraževalna srednja šola (sekundarno izobraževanje). Dijaki se vpisujejo po zaključku uspešno zaključene osnovne šole. Gimnazija z zaključeno splošno maturo je pogoj za nadaljevanje študija na univerzi in na nekaterih visokih šolah.
Glede na zvrst poznamo v Sloveniji:
- gimnazije splošnega tipa: 
  - splošna gimnazija,
  - klasična gimnazija,
  - program mednarodne mature,
  - program evropskih oddelkov,
  - gimnazijski programi zasebni šol (verske gimnazije, waldorfska gimnazija, mednarodne šole-gimnazije itd.)
  - športna gimnazija
- strokovne gimnazije:
  - tehniška gimnazija,
  - ekonomska gimnazija,
  - umetniška gimnazija;
- maturitetni tečaj.